# Eleição municipal de Rio Verde em 2016
A eleição municipal de Rio Verde em 2016 foi realizada para eleger um prefeito, um vice-prefeito e 21 vereadores no município de Rio Verde, no estado brasileiro de Goiás. Foram eleitos Paulo Faria do Vale (Movimento Democrático Brasileiro) e Francisco Grimaldi de Lima para os cargos de prefeito(a) e vice-prefeito(a), respectivamente. Seguindo a Constituição, os candidatos são eleitos para um mandato de quatro anos a se iniciar em 1º de janeiro de 2017. A decisão para os cargos da administração municipal, segundo o Tribunal Superior Eleitoral, contou com 117 578 eleitores aptos e 11 772 abstenções, de forma que 10.01% do eleitorado não compareceu às urnas naquele turno. 

## Resultados

### Eleição municipal de Rio Verde em 2016 para Prefeito
A eleição para prefeito contou com 4 candidatos em 2016: Heuler Abreu Cruvinel do Partido Social Democrático (2011), Lissauer Vieira do Partido Socialista Brasileiro, Paulo Faria do Vale do Movimento Democrático Brasileiro (1980), Cristiano Quintino Soares do Partido Pátria Livre que obtiveram, respectivamente, 26 988, 19 953, 47 963, 2 316 votos. O Tribunal Superior Eleitoral também contabilizou 10.01% de abstenções nesse turno. 
| Candidato(a)                    | Vice                        | Coligação                            | Votos recebidos | Percentual |
| ------------------------------- | --------------------------- | ------------------------------------ | --------------- | ---------- |
| Paulo Faria do Vale (MDB)       | Francisco Grimaldi de Lima  | Rio Verde Quer                       | 47963           | 49.33%     |
| Heuler Abreu Cruvinel (PSD)     | Maria José Guimarães Cabral | Mudança pra Valer                    | 26988           | 27.76%     |
| Lissauer Vieira (PSB)           | Karlos Marcio Vieira Cabral | Rio Verde Com Toda Segurança         | 19953           | 20.52%     |
| Cristiano Quintino Soares (PPL) | Nilton Carvalho de Oliveira | Partido Pátria Livre (sem coligação) | 2316            | 2.38%      |

### Eleição municipal de Rio Verde em 2016 para Vereador
Na decisão para o cargo de vereador na eleição municipal de 2016, foram eleitos 21 vereadores com um total de 97 597 votos válidos. O Tribunal Superior Eleitoral contabilizou 3 459 votos em branco e 4 750 votos nulos. De um total de 117 578 eleitores aptos, 11 772 (10.01%) não compareceram às urnas .
| Nome                              | Partido político                               | Coligação                                        | Votos recebidos | Percentual |
| --------------------------------- | ---------------------------------------------- | ------------------------------------------------ | --------------- | ---------- |
| Luciano Perpétuo Garcia           | Partido Socialista Brasileiro (PSB)            | União por Rio Verde                              | 2839            | 2.91%      |
| Lucia Helena Batista de Oliveira  | Partido Republicano Progressista (PRP)         | Rio Verde Quer II                                | 2511            | 2.57%      |
| Lucivaldo Tavares Medeiros        | Movimento Democrático Brasileiro (MDB)         | Movimento Democrático Brasileiro (sem coligação) | 2437            | 2.5%       |
| Fernando Aguiar Nunes             | Partido Socialista Brasileiro (PSB)            | União por Rio Verde                              | 2116            | 2.17%      |
| Iran Mendonça Cabral              | Partido da República (PR)                      | Rio Verde Mais Segura                            | 1894            | 1.94%      |
| Leonardo Freitas Fonseca          | Partido Social Democrático (PSD)               | Rio Verde Mais Segura                            | 1884            | 1.93%      |
| Lindomar Euripedes das Neves      | Democratas (DEM)                               | Rio Verde Quer II                                | 1855            | 1.9%       |
| Idelson Mendes                    | Partido da Mobilização Nacional (PMN)          | O Futuro é Agora                                 | 1852            | 1.9%       |
| Ronaldo Sousa Cruvinel            | Partido Socialista Brasileiro (PSB)            | União por Rio Verde                              | 1838            | 1.88%      |
| Francisco Nunes de Moraes         | Partido Popular Socialista (PPS)               | Desenvolvimento com Responsabilidade             | 1763            | 1.81%      |
| Elecir Casagrande Perpetuo Gargia | Solidariedade (SD)                             | Desenvolvimento com Responsabilidade             | 1617            | 1.66%      |
| Luiz Alves de Oliveira            | Partido Republicano da Ordem Social (PROS)     | Desenvolvimento com Responsabilidade             | 1608            | 1.65%      |
| Orestes Ferreira Pereira          | Partido Trabalhista Cristão (PTC)              | União por Rio Verde                              | 1608            | 1.65%      |
| Jose Henrique de Freitas          | Movimento Democrático Brasileiro (MDB)         | Movimento Democrático Brasileiro (sem coligação) | 1566            | 1.6%       |
| Marlos Marques Pereira            | Podemos (PODE)                                 | Rio Verde Que Queremos                           | 1552            | 1.59%      |
| Ubiratan Pereira Gouveia          | Movimento Democrático Brasileiro (MDB)         | Movimento Democrático Brasileiro (sem coligação) | 1349            | 1.38%      |
| Jose Antonio Pacheco Pereira      | Partido Social Democrático (PSD)               | Rio Verde Mais Segura                            | 1319            | 1.35%      |
| Marussa Cassia Favaro Boldrin     | Podemos (PODE)                                 | Rio Verde Que Queremos                           | 1275            | 1.31%      |
| Elvis Castro Silva                | Partido Republicano Progressista (PRP)         | Rio Verde Quer II                                | 1260            | 1.29%      |
| Andresa de Souza Martins Alvaro   | Progressistas (PP)                             | Rio Verde em Boas Mãos                           | 1221            | 1.25%      |
| Manoel Messias Pereira dos Santos | Partido da Social Democracia Brasileira (PSDB) | O Futuro é Agora                                 | 934             | 0.96%      |